# Saint-Ouen-la-Thène
Saint-Ouen là một xã trong tỉnh Charente-Maritime trong vùng Nouvelle-Aquitaine, tây nam nước Pháp. Xã Saint-Ouen, Charente-Maritime nằm ở khu vực có độ cao trung bình 80 mét trên mực nước biển.